# Sveriges meteorologiska och hydrologiska institut
Sveriges meteorologiska och hydrologiska institut (kurz SMHI, deutsch Schwedisches Meteorologisches und Hydrologisches Institut) ist eine schwedische staatliche Verwaltungsbehörde, die die Aufgabe wahrnimmt das Wetter, Wasser, Klima und die Umwelt zu beobachten und Prognosen zu erstellen. Die Arbeit des SMHI fußt auf den vier wissenschaftlichen Gebieten Meteorologie, Hydrologie, Ozeanografie und Klimatologie.
Das SMHI wurde 1919 gegründet und hatte seinen Sitz zunächst in Stockholm, seit 1975 sitzt es in Norrköping. Zweigstellen befinden sich in Göteborg, Malmö, Upplands Väsby und Sundsvall.

## Geschichte
Vorgängerorganisation des SMHI war die 1874 gegründete Statens Meteorologiska Central Anstalt (deutsch Staatliche Meteorologische Zentralanstalt). Sie war ein freistehender Teil der Königlich Schwedischen Akademie der Wissenschaften. Die Anstalt veröffentlichte am 1. Juli 1874 eine erste Wettervorhersage für die Allgemeinheit und gab ab dem 15. Juli 1880 die erste tägliche schwedische Wetterprognose heraus. 1882 wurde eine Zusammenarbeit mit Statens Järnvägar begonnen und an größeren Bahnhöfen Wetterstationen eingerichtet. 1908 wurde die Behörde Hydrografiska byrån (deutsch Hydrografisches Büro) eingerichtet, die Wasserstand und Wassermenge in schwedischen Wasserfällen und Fließgewässern aufzeichnen sollte.
Aus diesen beiden meteorologischen und hydrologischen Anstalten ging 1919 Statens meteorologisk-hydrografiska anstalt (SMHA, deutsch Staatliche meteorologisch-hydrografische Anstalt) mit Axel Wallén als erstem Oberdirektor und Leiter hervor. 1921 bekam SMHA auch die Verantwortung für die Ozeanografie übertragen, da das Nautisk-Meteorologiska byrån geschlossen wurde. Zwischen 1929 und 1930 wurde auch der Eissignaldienst vom Lotsverket übernommen. Ab 1936 stellte SMHA einen Telefonansagedienst mit lokalen Wettervorhersagen für Stockholm, bekannt als „Fröken Väder“ (deutsch Fräulein Wetter), bereit. Am 1. Juli 1945 änderte SMHA seinen Namen in SMHI, da der Begriff Anstalt als eine Pflegeeinrichtung wahrgenommen wurde.
1954 wurde Schwedens erste Wettervorhersage im Fernsehen ausgestrahlt, sie konnte jedoch nur in Stockholm und Umgebung empfangen werden. Ab dem 9. August 1957 war die Wettervorhersage dann regelmäßig im schwedischen Fernsehen empfangbar. 1975 zog das SMHI mit seinem Hauptsitz nach Norrköping. 1985 wurde das hydrografische Labor des Fischereiamts (schwedisch Fiskeristyrelsen) in das Institut eingegliedert. Seit 1985 nimmt das SMHI am sogenannten Hirlamprojekt teil, das ein Wetterprognosemodell gleichen Namens entwickelt hat.

## Aufgaben

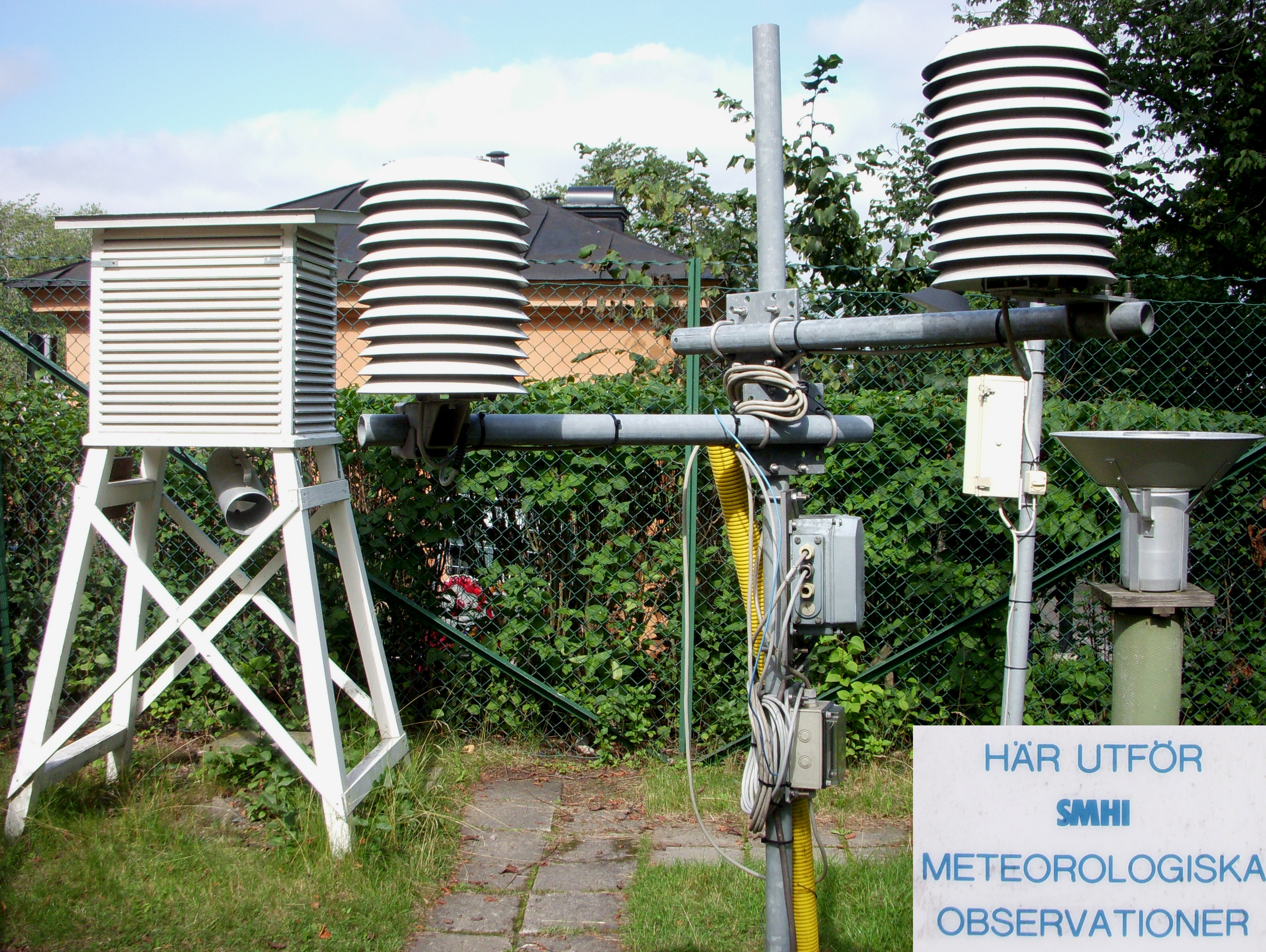
Wetterstation des SMHI auf dem Observatoriekullen in Stockholm

Seit dem 19. Jahrhundert wurden vom SMHI und seinen Vorgängerorganisationen Daten über die Atmosphäre, der Binnenseen und des Ozeans aufgezeichnet. Heute finden hierfür unter anderem Satelliten, Radar, Flugzeuge und Bojen Anwendung. Das SMHI bereitet die Daten auf und erstellt Prognosen, Beschlussunterlagen für wetterabhängige Tätigkeiten sowie Unterlagen für Klimaszenarien und klimatologische Untersuchungen im staatlichen Auftrag. 
Zudem stellt das SMHI Dienstleistungen für die Allgemeinheit bereit: Privatpersonen und Wirtschaftsunternehmen können maßgeschneiderte Prognosen erwerben. Beispielsweise werden für die Energiebranche, die Luft- und Seefahrt angepasste Dienste angeboten. Fernsehanstalten und Zeitungen erwerben Daten für ihre Wetterberichte vom SMHI. Das SMHI erzielte 2013 einen Umsatz von 650 Millionen Kronen.
Für die Wetterprognose teilt das SMHI Schweden in 19 Prognosebezirke ein.
Das SMHI betreibt auch angewandte meteorologische, hydrologische und ozeanografische Forschung, sowie Klimaforschung und Forschung zu angrenzenden Umweltthemen. Die Forschungsabteilung umfasst ca. 100 Wissenschaftler.